# 한로
| 24절기 - 입춘 - 우수 - 경칩 - 춘분 - 청명 - 곡우 - 입하 - 소만 - 망종 - 하지 - 소서 - 대서 - 입추 - 처서 - 백로 - 추분 - 한로 - 상강 - 입동 - 소설 - 대설 - 동지 - 소한 - 대한 ← ↓ → ↑ | 24절기 - 입춘 - 우수 - 경칩 - 춘분 - 청명 - 곡우 - 입하 - 소만 - 망종 - 하지 - 소서 - 대서 - 입추 - 처서 - 백로 - 추분 - 한로 - 상강 - 입동 - 소설 - 대설 - 동지 - 소한 - 대한 ← ↓ → ↑ | 24절기 - 입춘 - 우수 - 경칩 - 춘분 - 청명 - 곡우 - 입하 - 소만 - 망종 - 하지 - 소서 - 대서 - 입추 - 처서 - 백로 - 추분 - 한로 - 상강 - 입동 - 소설 - 대설 - 동지 - 소한 - 대한 ← ↓ → ↑ |
| 황경 | 절기 | 양력 |
| --- | --- | --- |
| 봄 | | |
| 315° | 입춘 | 2/3~5 |
| 330° | 우수 | 2/18~19 |
| 345° | 경칩 | 3/5~6 |
| 0° | 춘분 | 3/20~21 |
| 15° | 청명 | 4/4~5 |
| 30° | 곡우 | 4/20~21 |
| 여름 | | |
| 45° | 입하 | 5/5~6 |
| 60° | 소만 | 5/21~22 |
| 75° | 망종 | 6/5~6 |
| 90° | 하지 | 6/21~22 |
| 105° | 소서 | 7/7~8 |
| 120° | 대서 | 7/22~23 |
| 가을 | | |
| 135° | 입추 | 8/7~8 |
| 150° | 처서 | 8/22~24 |
| 165° | 백로 | 9/7~8 |
| 180° | 추분 | 9/22~23 |
| 195° | 한로 | 10/8~9 |
| 210° | 상강 | 10/23~24 |
| 겨울 | | |
| 225° | 입동 | 11/7~8 |
| 240° | 소설 | 11/22~23 |
| 255° | 대설 | 12/7~8 |
| 270° | 동지 | 12/21~22 |
| 285° | 소한 | 1/5~6 |
| 300° | 대한 | 1/19~21 |

한로(寒露)는 24절기의 하나로 태양의 황경이 195도인 때이다. 찬이슬이 맺힌다는 뜻이다.
오곡백과를 수확하는 시기이다. 날짜는 양력으로 10월 8일경이다.

## 생태
- 여름새와 겨울새 등 철새가 제각기 자기 자리를 찾아가는 절기이다.

## 풍속
- 기온이 더 떨어지기 전에 추수를 마쳐야 하는만큼 농가에서는 마무리 타작을 하는 등 몹시 바쁜 시기이다.
- 국화로 화전을 지지거나 술을 담그고 갖가지 모임 또는 놀이를 즐긴다.

## 기타
- 천문학적으로는 춘분, 하지, 추분, 동지 등 4개만 큰 의미가 있을 뿐, 나머지 20개는 특별한 명칭과 의미가 없다. 더 정확하게 말하면, 천문학에서는 춘분점, 하지점, 추분점, 동지점 등 4개만 있고, 나머지 20개에 대응하는 명칭이나 용어가 없다.[1]
- 또한, 춘분, 하지, 추분, 동지 등 4개는 기상현상이 아니라 천문현상으로서, 이들 4개는 기후변화와 관계없다.[2]

## 같이 보기
- 적경 (24절기에 따른 태양의 적경 참고)
  - 춘분, 하지, 추분, 동지 등 4개만 태양의 적경과 황경이 일치하고, 나머지 20개는 일치하지 않음.
- 적위 (24절기에 따른 태양의 적위, 태양의 위치, 낮의 길이 (일출~일몰), 낮의 비율 참고)
  - 춘분 (또는 춘분점) (태양의 적위 0°, 태양의 위치 적도, 하루 24시간 중 낮이 차지하는 비율 약 50%)
  - 하지 (또는 하지점) (태양의 적위 +23.4°, 태양의 위치 북회귀선, 하루 24시간 중 낮이 차지하는 비율 약 60%)
  - 추분 (또는 추분점) (태양의 적위 0°, 태양의 위치 적도, 하루 24시간 중 낮이 차지하는 비율 약 50%)
  - 동지 (또는 동지점) (태양의 적위 -23.4°, 태양의 위치 남회귀선, 하루 24시간 중 낮이 차지하는 비율 약 40%)

## 참고 문헌 및 링크
- 한국천문연구원 천문우주지식정보 → 생활천문관 → 월별 천문현상 에서는 춘분, 하지, 추분, 동지 등 4개만 절입시각이 표기돼 있고, 나머지 20개의 절입시각은 표기돼 있지 않다. (이는 한국천문연구원에서 매년 11월쯤에 발행하는 역서, 천문력(벽걸이용, 탁상용)을 통해서도 확인할 수 있다. 그리고 역서, 천문력(벽걸이용, 탁상용)은 구매하여 이용할 수 있다. (무료 아님)) 단, 한국천문연구원 천문우주지식정보 → 생활천문관 → 달력자료(월력요항) → 달력자료 에서는 나머지 20개의 절입시각도 확인할 수 있다.
- 이 문서에는 다음커뮤니케이션(현 카카오)에서 GFDL 또는 CC-SA 라이선스로 배포한 글로벌 세계대백과사전의 내용을 기초로 작성된 글이 포함되어 있습니다.